# Пьетральба
Пьетральба (фр. Pietralba, корс. Petralba) — коммуна во Франции, находится в регионе Корсика. Департамент коммуны — Верхняя Корсика. Входит в состав кантона Голо-Морозалья. Округ коммуны — Бастия.
Код INSEE коммуны — 2B223.

## Население
Население коммуны на 2008 год составляло 435 человек.
| 1962 | 1968 | 1975 | 1982 | 1990 | 1999 | 2008 |
| ---- | ---- | ---- | ---- | ---- | ---- | ---- |
| 363  | 384  | 368  | 340  | 244  | 314  | 435  |

## Экономика
В 2007 году среди 260 человек в трудоспособном возрасте (15—64 лет) 161 была экономически активными, 99 — неактивными (показатель активности — 61,9 %, в 1999 году было 53,6 %). Из 161 активных работали 146 человек (89 мужчин и 57 женщин), безработных было 15 (6 мужчин и 9 женщин). Среди 99 неактивных 17 человек были учениками или студентами, 39 — пенсионерами, 43 были неактивными по другим причинам.

## Фотогалерея

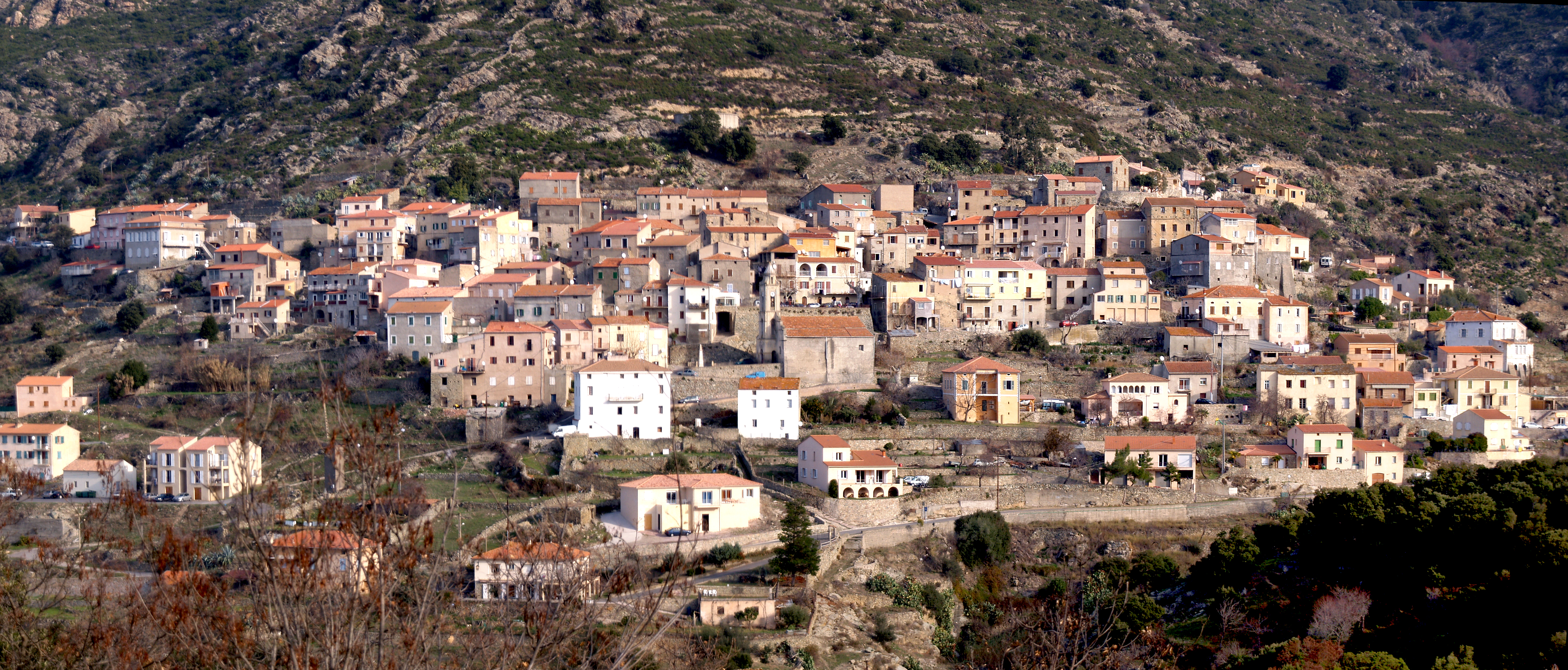
Пьетральба
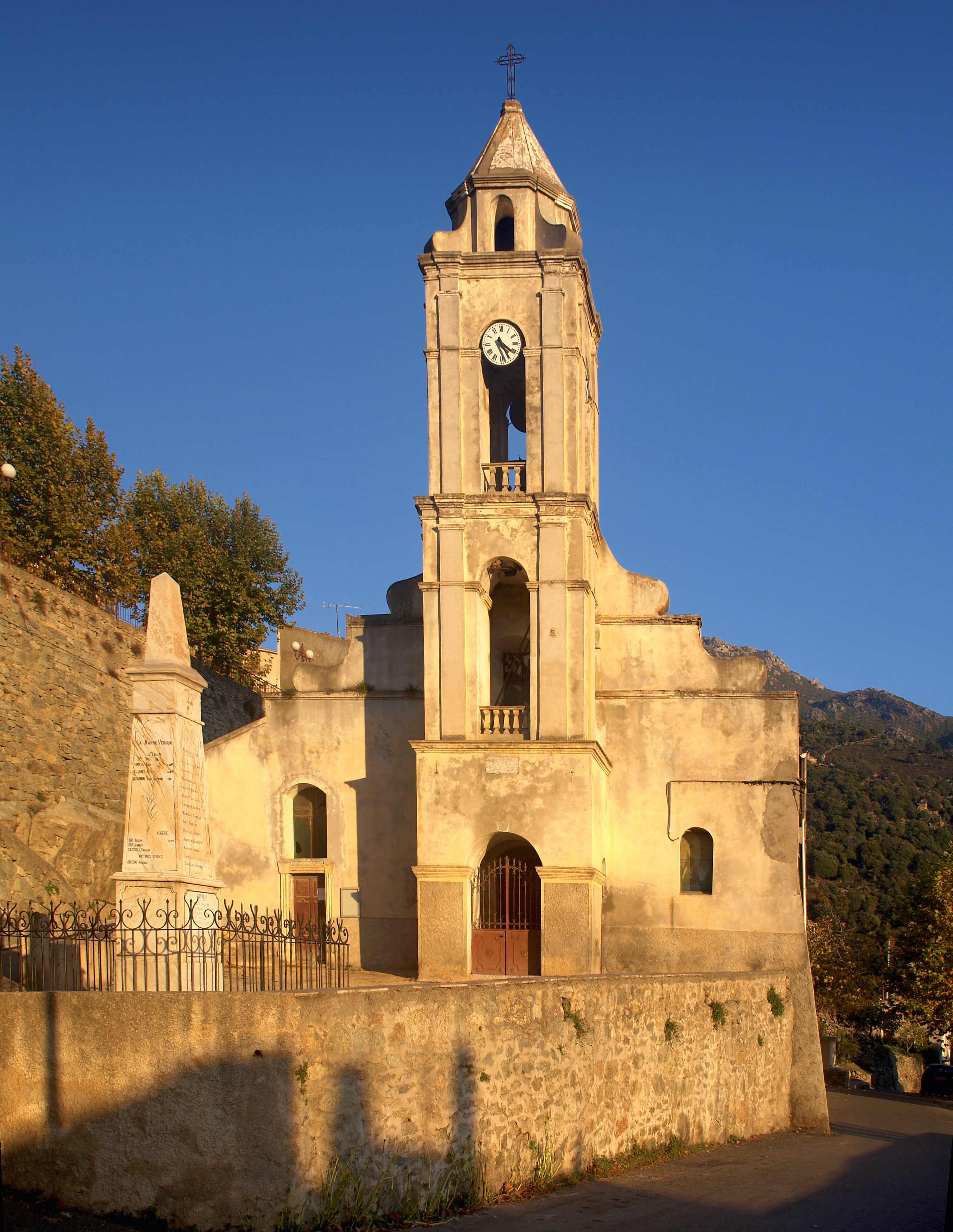
Церковь San Roccu (XV в.)
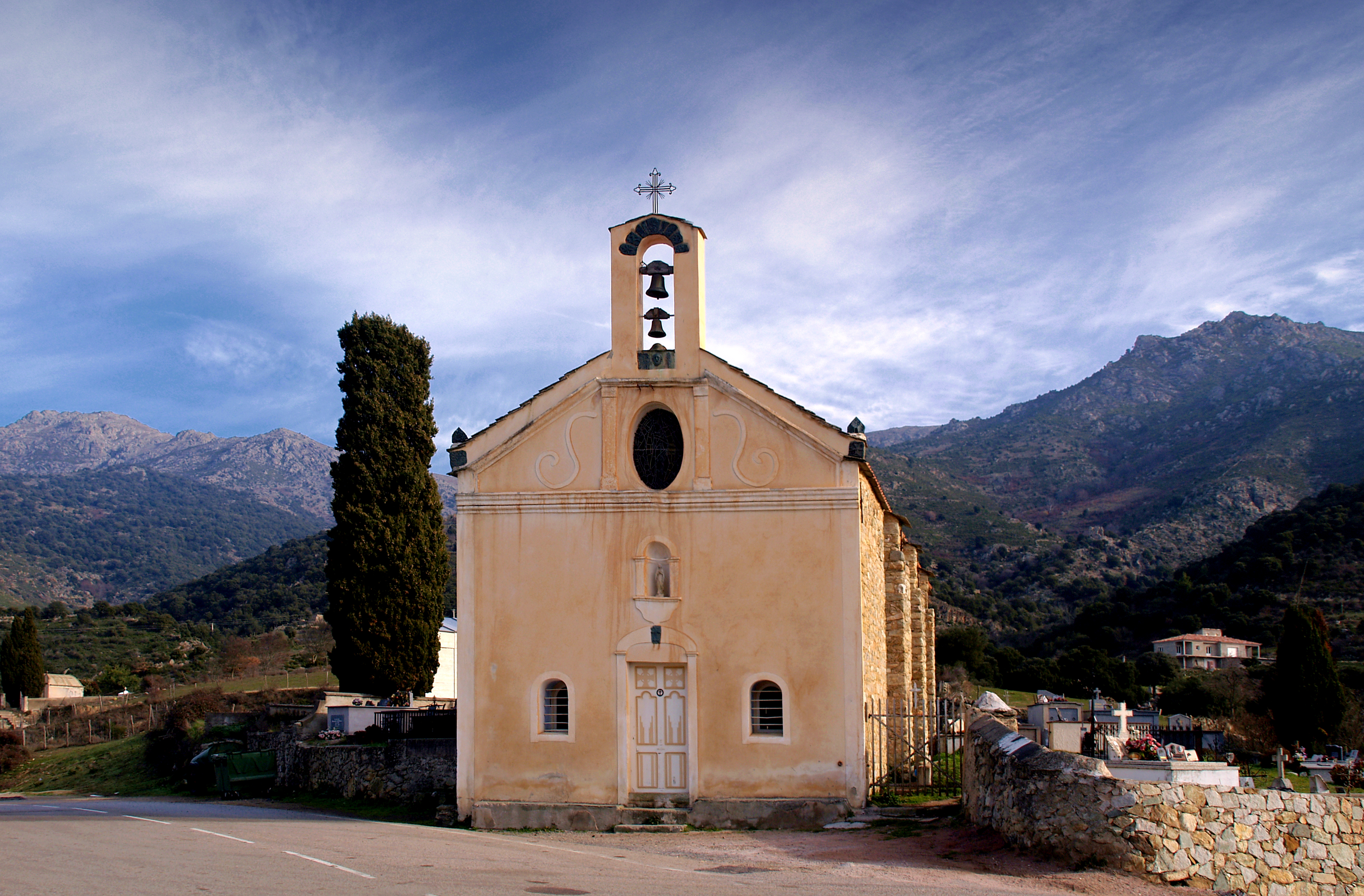
Церковь Санта-Мария